# Вироби (село)
Ви́роби (раніше — Вируби-Амалинівка, Вируби-Амалинські) — село в Україні, у Брониківській сільській територіальній громаді Звягельського району Житомирської області. Кількість населення становить 80 осіб (2001). До 1939 року — колонія.

## Населення
Наприкінці 19 століття у поселенні налічувалося 242 жителі, дворів — 35.
У 1906 році чисельність населення становила 196 мешканців, дворів — 32, у 1910 році — 287 жителів, у 1923 році — 436 осіб, дворів — 76, у 1924 році — 467 осіб (з перевагою населення німецької національности), дворів — 81.
Відповідно до результатів перепису населення СРСР, кількість населення, станом на 12 січня 1989 року, становила 91 особу. Станом на 5 грудня 2001 року, відповідно до перепису населення України, кількість мешканців села становила 80 осіб.

## Історія
Заснована у 1865 році. Колишнє лютеранське поселення на власних землях, лежало за 30 км східніше Новограда-Волинського. Належало до лютеранської парафії у Геймталі. Була школа.
На початку 20 століття — колонія Вируби Курненської волості Новоград-Волинського повіту Волинської губернії, за 35 верст (38 км) від повітового центру, м. Новоград-Волинський.
У 1906 році — колонія Курненської волості (3-го стану) Новоград-Волинського повіту Волинської губернії. Відстань до повітового центру, м. Новоград-Волинський, становила 43 версти, до волосного центру, с. Курне — 15 верст. Найближче поштово-телеграфне відділення розміщувалося на станції Рудня.
У 1923 році — колонія Вируби-Амалинські, включена до складу новоствореної Улашанівської сільської ради, яка 7 березня 1923 року увійшла до складу новоутвореного Пулинського району Житомирської (згодом — Волинська) округи. Розміщувалася за 23 версти від районного центру, міст. Пулини, та 3 версти — від центру сільської ради, с. Улашанівка. 24 серпня 1923 року, відповідно до рішення Волинської ГАТК (протокол № 4 «Про зміни границь в межах округів, районів та сільрад»), колонію передано до складу Недбаївської сільської ради Пулинського району. 20 червня 1930 року, в складі сільської ради, передана до новоутвореного Соколовського німецького національного району Волинської округи, 15 вересня 1930 року — до складу Новоград-Волинського району Української СРР, 1 червня 1935 року — до складу Новоград-Волинської міської ради Київської області. У 1939 році віднесена до категорії сіл. Згідно з довідником адмінустрою 1946 року — с. Вироби.
11 серпня 1954 року підпорядковане Поліянівській сільській раді Новоград-Волинської міської ради Житомирської області. 4 червня 1958 року, в складі сільської ради, передане до відновленого Новоград-Волинського району Житомирської області.
29 жовтня 2017 року увійшло до складу Брониківської сільської територіальної громади Новоград-Волинського (згодом — Звягельський) району Житомирської області.

## Відомі люди
- Котвіцький Володимир Вікторович (1994—2014) — старший солдат Збройних сил України, учасник російсько-української війни.